# مخيم قبر الست
مخيم قبر الست أحد مخيمات اللاجئين الفلسطينيين ويبعد 15 كيلومترا عن دمشق، سوريا وهو قريب من حي السيدة زينب. وقد تم تأسيس هذا المخيم في عام 1948، إلا أن غالبية قاطنيه أتوا في عام 1967. وقد أنشئ المخيم فوق قطعة من الأرض مساحتها 0,02 كيلومتر مربع. وقد لجئ السكان الذين كانوا يقطنون في محافظة القنيطرة في مرتفعات الجولان إليه خلال الحرب العربية الإسرائيلية عام 1967 وذلك للمرة الثانية في حياتهم؛ حيث أن معظمهم كانوا قد فروا من مرتفعات الجولان في عام 1948 ومن القرى المجاورة في شمال فلسطين.
ينحدر السكان من قرى قضاء صفد وقضاء طبريا ومنها المنصورة، المفتخرة، غوير أبو شوشة، جاحولا، العابسية، القيطية، الزوية، الدوارة، ملاحة، الزوق التحتاني، الزوق الفوقاني، الخالصة، الصالحية؛ فيما ينحدر قسم من السكان للعشائر العربية التي استقرت في سهل الحولة وحوض بحيرة طبريا، ومنها العقايلة، والويسية، والتلاوية، والزناغرة، والشمالنة، والهيب، والوهيب؛ وعدد قليل من المواسي والصبيح والسوالمة.